# Pasadena (Texas)
Pour les articles homonymes, voir Pasadena (homonymie).
Pasadena est une ville située dans le comté de Harris, dans l’État du Texas, aux États-Unis. Elle s'est notamment développée autour de l'industrie pétrolière après la découverte de pétrole dans la région au tout début du XXe siècle.